# Rucervus schomburgki
O cervo-de-schomburgk (Rucervus schomburgki, antigamente Cervus schomburgki) é um mamífero extinto da família dos Cervídeos. Era endémico da Tailândia. Foi descrito por Edward Blyth em 1863, e foi batizado em honra de Robert Hermann Schomburgk então cônsul britânico na Tailândia.
Crê-se que a população selvagem do cervo-de-schomburgk desapareceu em 1932, devido à caça excessiva, e o último exemplar em cativeiro foi morto em 1938. A espécie é listada como extinta no Lista Vermelha da IUCN de 2006. No entanto, alguns cientistas consideram que esta espécie ainda existe.

## Características
Comprimento em torno de 180 cm, com comprimento da cauda de 10 cm, altura nas espáduas de 104 cm, peso de 100 a 120 kg, as partes superiores com uma cor marrom uniforme e as inferiores mais claras, os pés e as hastes com um tom avermelhado,as hastes com 32 a 83 cm. As fêmeas não possuíam hastes.

### Hábitos
Sempre em pequenos rebanhos, um macho adulto apenas, com algumas fêmeas e seus jovens, alimentavam-se pela manhã e durante a noite na maioria das vezes em planícies abertas, evitando as zonas de vegetação mais cerrada.

### História
Foram muito perseguidos por caçadores principalmente nas estações chuvosas.
Os cervos-de-schomburgk poderão ter existido também no norte da China (Yunnan) e no Laos, mas apenas se tem certeza da sua existência na Tailândia. Neste país eram encontrados ao longo do rio Chaos Phya na região de Banguecoque, também na região entre Prakarn e Sukhothai e no leste do país de Nakhon Nayok a Chachengsao. No oeste da Tailândia habitava de Suphan Buri a Kanchanaburi.
A caça excessiva por um lado, e a intensificação do cultivo do arroz para exportação na Tailândia no início do século XX, conduziram ao desaparecimento gradual desta espécie. Na estação das chuvas, refugiavam-se em pequenas ilhas para escapar às inundações dos rios, o que facilitava o trabalho dos caçadores. As peles eram exportadas embora que, pelo que se sabe, somente 200 o foram, o que dificilmente poderia ter um impacto significativo na população da espécie. Por outro lado, as hastes eram bastante procuradas pois na medicina chinesa dizia-se que possuíam propriedades médicas e supostamente mágicas.
Por volta de 1920, o cervo-de-schomburgk encontrava-se virtualmente extinto. O último espécime conhecido a desaparecer, foi um macho adulto mantido como animal de estimação em um templo na província de Samut Sakhon na Tailândia, morto por um morador local embriagado em 1938.
Tentou-se a sua criação em cativeiro na Tailândia, França e Alemanha mas estes esforços não foram bem sucedidos.

### Noticias recentes
Em 1991 foram descobertas umas hastes numa loja de medicina chinesa no Laos. Laurent Chazée, um agrónomo das Nações Unidas, identificou-as como pertencendo a um cervo-de-schomburgk a partir de uma sua fotografia. É possível que o cervo-de-schomburgk ainda exista no Laos, mas são necessárias mais investigações para que tal seja ou não confirmado.